# 6572 Carson
För andra betydelser, se Carson.
6572 Carson eller 1938 SX är en asteroid upptäckt den 22 september 1938 av den finske astronomen Yrjö Väisälä vid Storheikkilä observatorium. Asteroiden har fått sitt namn efter den amerikanska biologen Rachel Carson som författade boken Tyst vår.